# Tørn
En tørn er en enhed til måling af vinkler og svarer til en hel omgang eller 360° eller 2π radianer. En tørn kan inddeles i 100 centitørn eller 1000 millitørn, hvor hver millitørn svarer til en vinkel på 0.36°, hvilket også kan skrives 21'36".
Det er også almindeligt at lave binære inddelinger af en tørn. Således har søfolk traditionelt inddelt en tørn i 32 streger. En binær grad, også kaldet en binær radian er 1/256 tørn . Binære grader bruges mest i programmering hvor det er en fordel at kunne repræsentere en vinkel med en enkelt byte.
Begrebet tørn bruges mest i forbindelse med plane rotationer. En rotation på 180° kaldes en halvtørn eller en refleksion i et punkt. En rotation på 90° kaldes en kvarttørn.
En tørn kaldes også en hel omgang.
Afhængigt af anvendelsen betegnes 1 tørn {\displaystyle \tau }, rev eller rot.

## Eksempler på anvendelser
Som enhed for vinkelmålinger er tørn specielt velegnet til store vinkler. Summen af ydre vinkler i en polygon er 1 tørn.
I lagkagediagrammer illustrerer man procentvis andel med den tilsvarende vinkel målt i centitørn.

### Omsætning mellem almindeligt forekommende vinkler
| Enheder  | Værdier | Værdier                             | Værdier                             | Værdier                             | Værdier                             | Værdier                             | Værdier                             | Værdier                         | Værdier                             | Værdier                 |
| -------- | ------- | ----------------------------------- | ----------------------------------- | ----------------------------------- | ----------------------------------- | ----------------------------------- | ----------------------------------- | ------------------------------- | ----------------------------------- | ----------------------- |
| Tørn     | 0       | {\displaystyle {\tfrac {1}{12}}}    | {\displaystyle {\tfrac {1}{10}}}    | {\displaystyle {\tfrac {1}{8}}}     | {\displaystyle {\tfrac {1}{6}}}     | {\displaystyle {\tfrac {1}{5}}}     | {\displaystyle {\tfrac {1}{4}}}     | {\displaystyle {\tfrac {1}{2}}} | {\displaystyle {\tfrac {3}{4}}}     | {\displaystyle 1}       |
| Grader   | 0°      | 30°                                 | 36°                                 | 45°                                 | 60°                                 | 72°                                 | 90°                                 | 180°                            | 270°                                | 360°                    |
| Radianer | 0       | {\displaystyle {\tfrac {1}{6}}\pi } | {\displaystyle {\tfrac {1}{5}}\pi } | {\displaystyle {\tfrac {1}{4}}\pi } | {\displaystyle {\tfrac {1}{3}}\pi } | {\displaystyle {\tfrac {2}{5}}\pi } | {\displaystyle {\tfrac {1}{2}}\pi } | {\displaystyle \pi \,}          | {\displaystyle {\tfrac {3}{2}}\pi } | {\displaystyle 2\pi \,} |
| Nygrader | 0g      | 33⅓g                                | 40g                                 | 50g                                 | 66⅔g                                | 80g                                 | 100g                                | 200g                            | 300g                                | 400g                    |

## Matematisk konstant
En halv tørn identificeres ofte med den matematiske konstant {\displaystyle \pi } idet 1/2 tørn er {\displaystyle \pi } radianer. Tilsvarende kan 1 tørn identificeres med {\displaystyle 2\pi =\tau \approx 6.283185307}.

## Historie
Ordet tørn stammer via latin, fransk og engelsk fra det græske ord {\displaystyle \tau \mathrm {o} \rho \nu \mathrm {o} \sigma } (tornos, som betyder en drejebænk).
Det geometriske begreb en tørn stammer fra søfolkenes betegnelser for dele af knob, hvor en tørn betyder at rebet er snoet omgang rundt om en puller, om sig selv eller en omgang i en kvejl. På dansk anvendes til søs betegnelserne tørn, rundtørn og dobbelt rundtørn, men disse betegnelser svarer ikke præcis til den geometriske brug af ordet. På tysk er der en mere eksakt sammenhæng mellem den geometriske anvendelse af ordet og brugen i forbindelse med knob..
I 1697 brugte David Gregory {\displaystyle \pi /\rho } som betegnelse for omkredsen af en cirkel divideret med radius., og {\displaystyle \pi /\delta } blev brugt af Oughtred i 1647 til at betegne forholdet mellem en cirkels omkreds og dens diameter. Den første anvendelse af symbolet {\displaystyle \pi } i sin nuværende betydning finder vi hos William Jones i 1706., og Euler overtog symbolet 1737. 
Robert Palais foreslog anvendelse af et "trebenet pi" som betegnelse for 1 tørn , men dette symbol var ikke tilgængeligt i almindelige tekstbahandlingsprogrammer, så siden har nogle matematikere slået til lyd for at bruge {\displaystyle \tau } (tau) som betegnelse for 1 tørn.